# Glin
Glin (iriska: An Gleann) är en ort i republiken Irland.   Den ligger i grevskapet County Limerick och provinsen Munster, i den sydvästra delen av landet, 220 km väster om huvudstaden Dublin. Glin ligger 15 meter över havet och antalet invånare är 577.
Terrängen runt Glin är lite kuperad. Havet är nära Glin norrut. Runt Glin är det glesbefolkat, med 17 invånare per kvadratkilometer. Närmaste större samhälle är Kilrush, 15,6 km nordväst om Glin. Trakten runt Glin består i huvudsak av gräsmarker.